# Гінсгайм-Густафсбург
Гінсгайм-Густафсбург (нім. Ginsheim-Gustavsburg) — місто в Німеччині, знаходиться в землі Гессен. Підпорядковується адміністративному округу Дармштадт. Входить до складу району Грос-Герау.
Площа — 13,94 км2. Населення становить 16 843 ос. (станом на 31 грудня 2020).